# 马耳他保护国
馬爾他保護國（義大利語：Protettorato di Malta；馬爾他語：Protettorat ta' Malta）是馬爾他的政治術語，當時馬爾他在法律上是西西里王國的一部分，但受到英國的保護。1807年時，馬爾他保護國的總人口為93054人。馬爾他保護國存在於1800年占領馬爾他的法國軍隊投降和1813年馬爾他轉變為馬爾他直轄殖民地之間。

## 背景
在馬爾他因反抗法國的占領而發動的起義期間，馬爾他人民組建了國民議會作為臨時政府，並派出信使前往駐紮於西西里島的英國艦隊尋求幫助。 1798年9月下旬，由詹姆斯·索馬雷斯爵士( Sir James Saumarez)率領13艘船艦組成的英國艦隊出現在西西里島附近。10月，亞歷山大·鮑爾(Alexander Ball)爵士抵達馬爾他，一年後，他被任命為民政專員。
沃布瓦將軍領導下的法國駐軍被驅趕至莫斯塔，並最終於1800年9月4日投降。
馬爾他因此成為英國的保護國。1801年8月，民政專員查爾斯·卡梅倫(Charles Cameron) 任命伊曼紐爾·維塔萊(Emmanuel Vitale)取代薩維里奧·卡薩爾(Saverio Cassar)管理科米諾島，這實際上結束了戈佐島的獨立狀態。
根據1802年英國與法國簽訂的《亞眠和約》，英國本應從這些島嶼上撤離，但其未能履行這一義務。最終促成了第三次反法同盟。

## 權利宣言
1802年6月，來自馬爾他城鎮和村莊的104名代表簽署了一份題為La Dichiarazione dei Diritti degli abitanti delle Isole di Malta e Gozo（《馬爾他和戈佐島居民權利宣言》）的宣言，宣布喬治三世成為他們的國王，並且他無權將馬爾他交給另一個國家。通過該宣言，他們還宣布馬爾他應該在英國的保護下實行自治。

## 直轄殖民地
1814年，馬爾他於根據《巴黎條約》正式成為英國的直轄殖民地。